# Kolding
Kolding è una città portuale della Danimarca situata nella regione della Danimarca Meridionale (Syddanmark).
È capoluogo e sede amministrativa del comune omonimo.
La città è situata alla testa del fiordo di Kolding, è un centro di trasporto, commerciale e manifatturiero e conta numerose aziende industriali, principalmente orientate alla costruzione navale. La produzione di macchinari e tessuti e l'esportazione di bestiame sono altre attività economicamente significative.
La città fa parte della cosiddetta "Regione del Triangolo", che comprende le città vicine di Fredericia e Vejle.

## Storia
Kolding viene nominata per la prima volta, come Kaldyng, nel documento noto come Censimento di re Valdemaro del 1231. Il nome fu applicato per la prima volta al fiume Kolding e deriva da kald, che significa "freddo".
Non si sa quando Kolding ricevette i privilegi di città, ma questi furono confermati in una carta di Cristoforo II del 28 gennaio 1321.
Kolding era una città ai confini del regno con il Ducato di Schleswig ed era sede di un castello reale, noto come Koldinghus, dalla metà del XIII secolo. A partire dalla fine del XV secolo, Kolding servì da dogana e da punto di sosta per il commercio con i ducati meridionali. Durante la Guerra dei Trent'anni la città fu devastata due volte e dopo il conflitto fu colpita dalla peste. Durante un'epidemia nel 1654-1655, morirono 358 persone. Il 25 dicembre 1658 fu combattuta la battaglia di Kolding, in cui i danesi e i polacchi sconfissero il re Carlo X Gustavo di Svezia nel corso della guerra svedese-danese del 1658-1660.
Ci fu un'altra battaglia di Kolding il 23 aprile 1849, durante la Seconda guerra dello Schleswig. In questa occasione la città fu bombardata dall'artiglieria prussiana. Alla fine della guerra, il commercio e le esportazioni tornarono a fiorire grazie al porto di Kolding (fondato nel 1843 e ampliato più volte), alla ferrovia dello Jutland orientale e alla ferrovia per Esbjerg, il nuovo e fiorente porto danese sul Mare del Nord. Grazie alla sua posizione geografica al centro delle rotte commerciali tra la Danimarca orientale e occidentale, nonché tra la Danimarca e la Germania grazie alla sua temporanea posizione di confine, e alla crescita della produzione agricola nella regione, Kolding emerse come un importante centro commerciale. La popolazione crebbe rapidamente. Nel 1898 fu inaugurata la centrale elettrica per alimentare l'intera città, che contava ormai 10.000 abitanti. Lo sviluppo significò anche un avanzamento dei diritti delle donne. Nel 1909 fu eletta la prima donna nel consiglio comunale e 4 anni dopo c'erano 4 donne in consiglio. Nel 1922 fu fondata la "Casa delle Donne", la prima del suo genere nel Paese.
Durante l'occupazione tedesca nella Seconda Guerra Mondiale, un gran numero di soldati tedeschi rimase di stanza a Kolding. Nel 1943 la Gestapo stabilì il suo quartier generale per lo Jutland meridionale nelle vicinanze del castello di Kolding. Alla fine della guerra, nella città fu istituito un campo per i rifugiati tedeschi, che continuò a funzionare fino al 1949. Come già accaduto nella Prima guerra mondiale, alla fine della Seconda guerra mondiale seguì un breve periodo di stagnazione economica.
Pochi anni dopo la guerra, il commercio, l'industria e le esportazioni ripresero vigore. Negli anni '70 Kolding era un importante esportatore di bovini e suini e sede di numerose industrie metallurgiche, oltre che di birra, materiali da costruzione e tessili. Con la rapida crescita della città, molti dei vecchi edifici a graticcio andarono persi e sostituiti da edifici moderni. Nel 1981 Kolding è stata nominata Città dell'anno grazie al miglioramento delle condizioni per le aziende, che ha portato alla creazione di nuove imprese.
Nel 1999 l'Università della Danimarca meridionale ha stabilito uno dei suoi sei campus a Kolding. Una nuova riforma strutturale dei comuni danesi ha ulteriormente ampliato i confini comunali di Kolding nel 2007, con l'integrazione, totale o parziale, dei precedenti comuni di Lunderskov, Vamdrup, Egtved e Christiansfeld.

## Monumenti e luoghi d'interesse

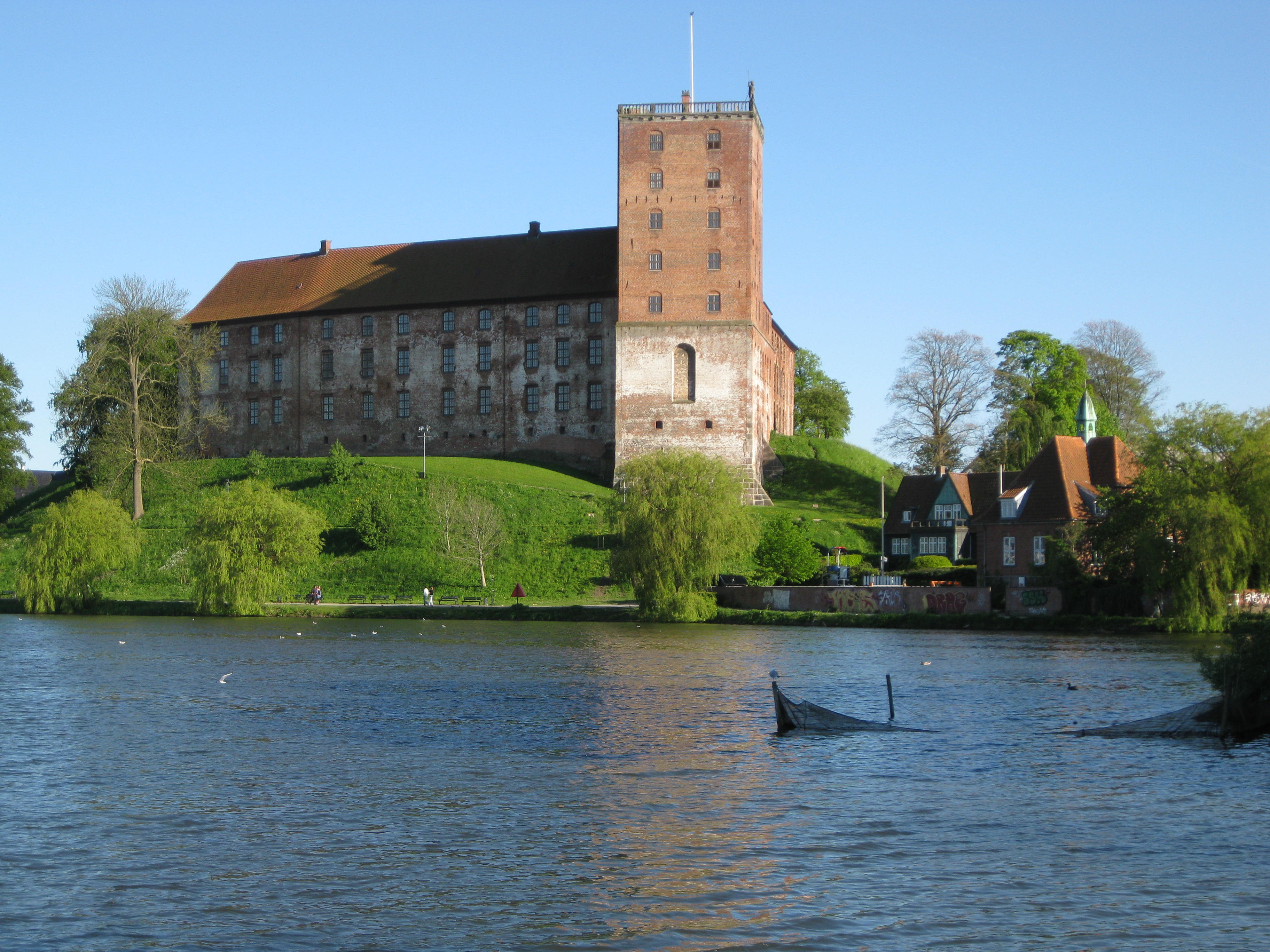
Veduta del castello di Koldinghus

- A Kolding si trova l'ex castello reale di Koldinghus. Costruito nel XIII secolo dal re Eric Klipping, è un museo e alcune parti del castello, tra cui la cappella e la sala, vengono utilizzate per eventi cerimoniali governativi. Fu l'ultima residenza reale nello Jutland. Un altro sito degno di nota è la chiesa in pietra di San Nicola (danese: Sankt Nicolai), risalente al XIII secolo e una delle più antiche della Danimarca.
- Il museo comunale, il Museet på Koldinghus, si trova nel castello e nell'ex palazzo reale. Ospita una collezione di arte danese dal tardo Medioevo agli anni Quaranta, vari manufatti di interesse locale e una vasta collezione di oggetti in oro e argento.
- Il museo d'arte di Trapholt presenta molti pezzi principalmente di artisti danesi nelle sue collezioni di arte dal 1900 in poi e un numero minore di reperti non danesi. Presenta anche un'ampia collezione di sedie.
- Il giardino botanico Geografisk Have è un parco di 14 ettari con più di 2000 alberi, arbusti e piante diversi organizzati in aree geografiche.
- A Kolding si trova anche il Museo danese delle infermiere (in danese: Dansk Sygeplejemuseum), situato nell'edificio di accoglienza dell'ex sanatorio per bambini affetti da tubercolosi. La mostra comprende anche questo passato degli edifici. La parte principale del sanatorio è ora un hotel, situato in un bosco minore e affacciato sull'acqua. L'edificio stesso è molto bello e costruito in modo da assomigliare a un palazzo.